# 阿部博友
阿部 博友（あべ ひろとも、1957年11月 - ）は、日本の法学者。一橋大学名誉教授。名古屋商科大学大学院ビジネススクール教授。法務省日本法令外国語訳推進会議座長。国際取引法学会会長。カシオ計算機取締役、アウトソーシング取締役。

## 履歴
岩手県水沢市（現・奥州市）生まれ。藤沢市立鵠洋小学校、藤沢市立鵠沼中学校を経て、1976年神奈川県立湘南高等学校卒業。1980年一橋大学法学部卒業、三井物産入社。企業派遣留学生として1986年から1988年までラプラタ国立大学に留学。
1988年ブラジル三井物産法務部マネージャー。1992年米国三井物産法務部アシスタントゼネラルマネージャー。1999年筑波大学大学院経営・政策科学研究科企業法学専攻修士課程修了、修士（法学）。2002年欧州三井物産法務部ゼネラルマネージャー。
2004年筑波大学大学院ビジネス科学研究科博士課程修了、博士（法学）。2005年三井物産欧州・アフリカ・中東本部チーフコンプライアンスオフィサー（CCO）兼ゼネラル・カウンセル。
2009年三井物産を退社、明治学院大学法学部教授。2011年一橋大学大学院法学研究科教授。2012年復興庁行政事業レビュー外部有識者委員、復興庁入札等監視委員会外部有識者委員。2014年国立大学法人一橋大学法務担当副学長補佐、一橋大学保健センター長、国際取引法学会代表理事会長。2016年国際商取引学会理事副会長。2017年グローバルビジネスロー研究会理事副会長。
2018年法科大学院協会職域委員長。同年から法務省日本法令外国語訳推進会議座長を務めるなど、日本法の海外への情報発信活動にも従事。2019年カシオ計算機取締役監査等委員。2021年一橋大学名誉教授。2022年名古屋商科大学大学院ビジネススクール教授、アウトソーシング取締役。専門はコーポレートガバナンス、ビジネス倫理、リスクマネジメント。

## 単著
- 『国際ビジネス法概論』（中央経済社、2022年）
- 『リーガルイングリッシュ―ビジネスコミュニケーションの技法―』（中央経済社、2021年）
- 『ブラジル法概論』（大学教育出版、2020年）